# Asplenium contiguum
Asplenium contiguum là một loài dương xỉ trong họ Aspleniaceae. Loài này được Kaulf. mô tả khoa học đầu tiên.

## Hình ảnh

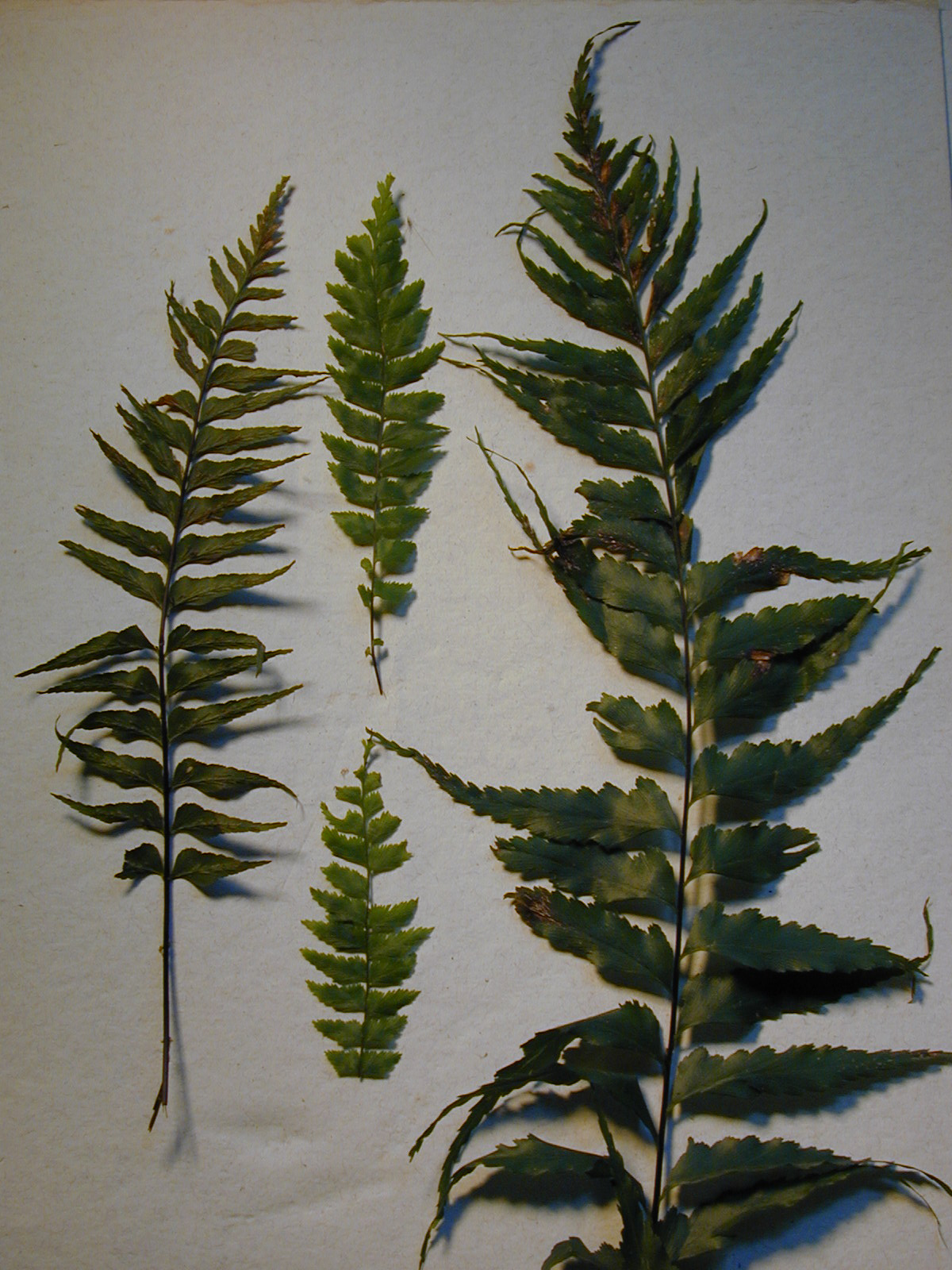
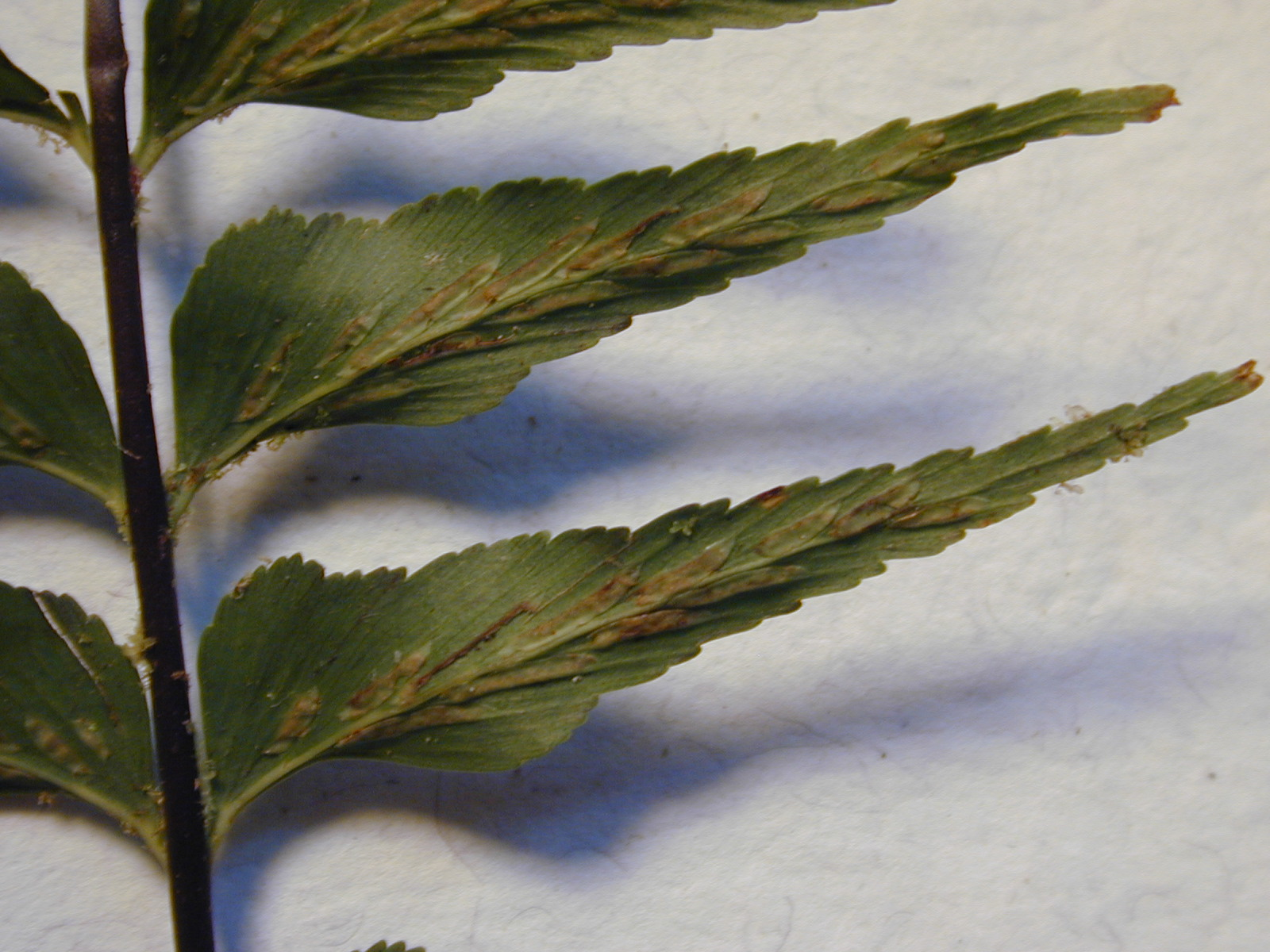
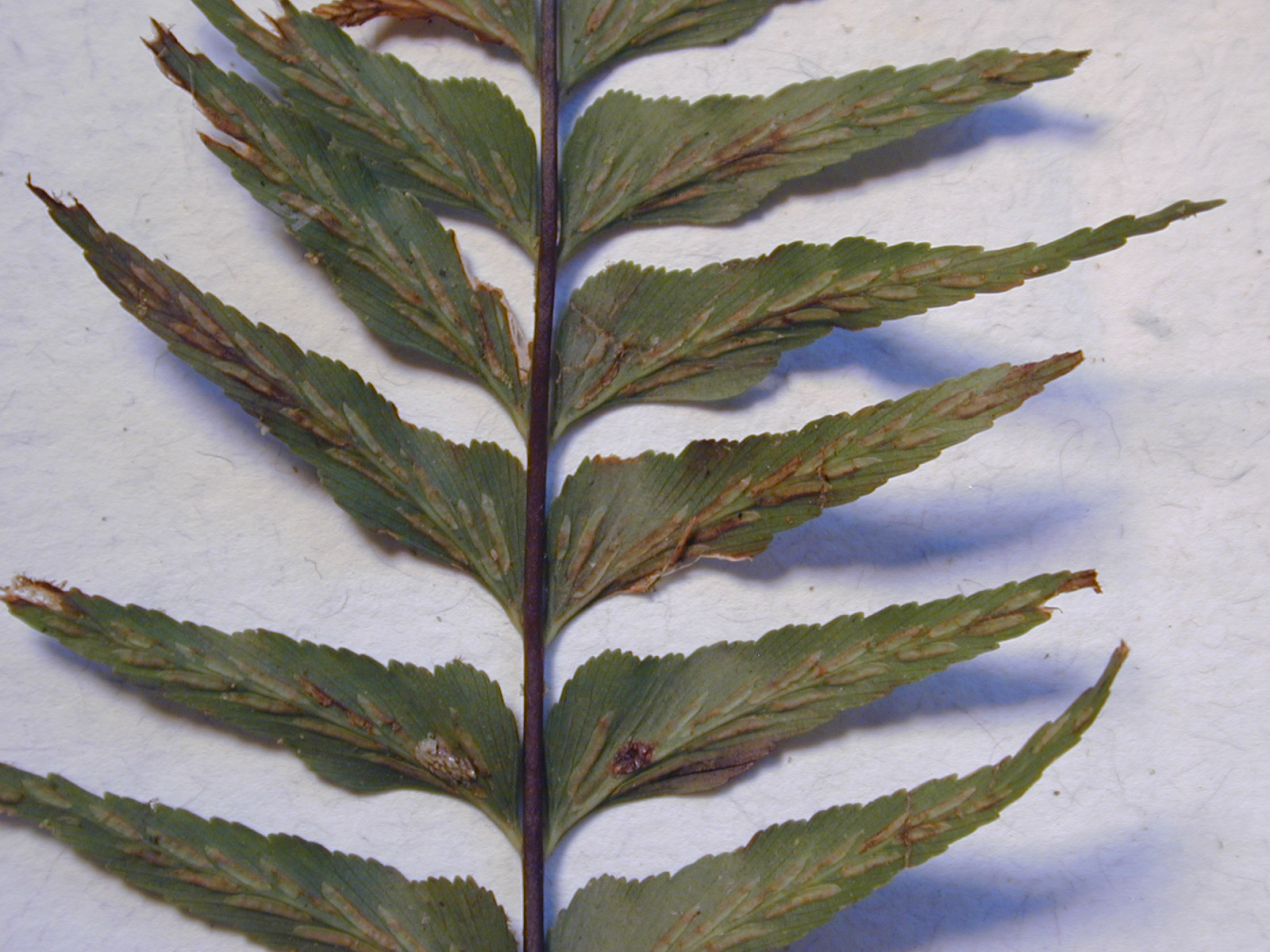
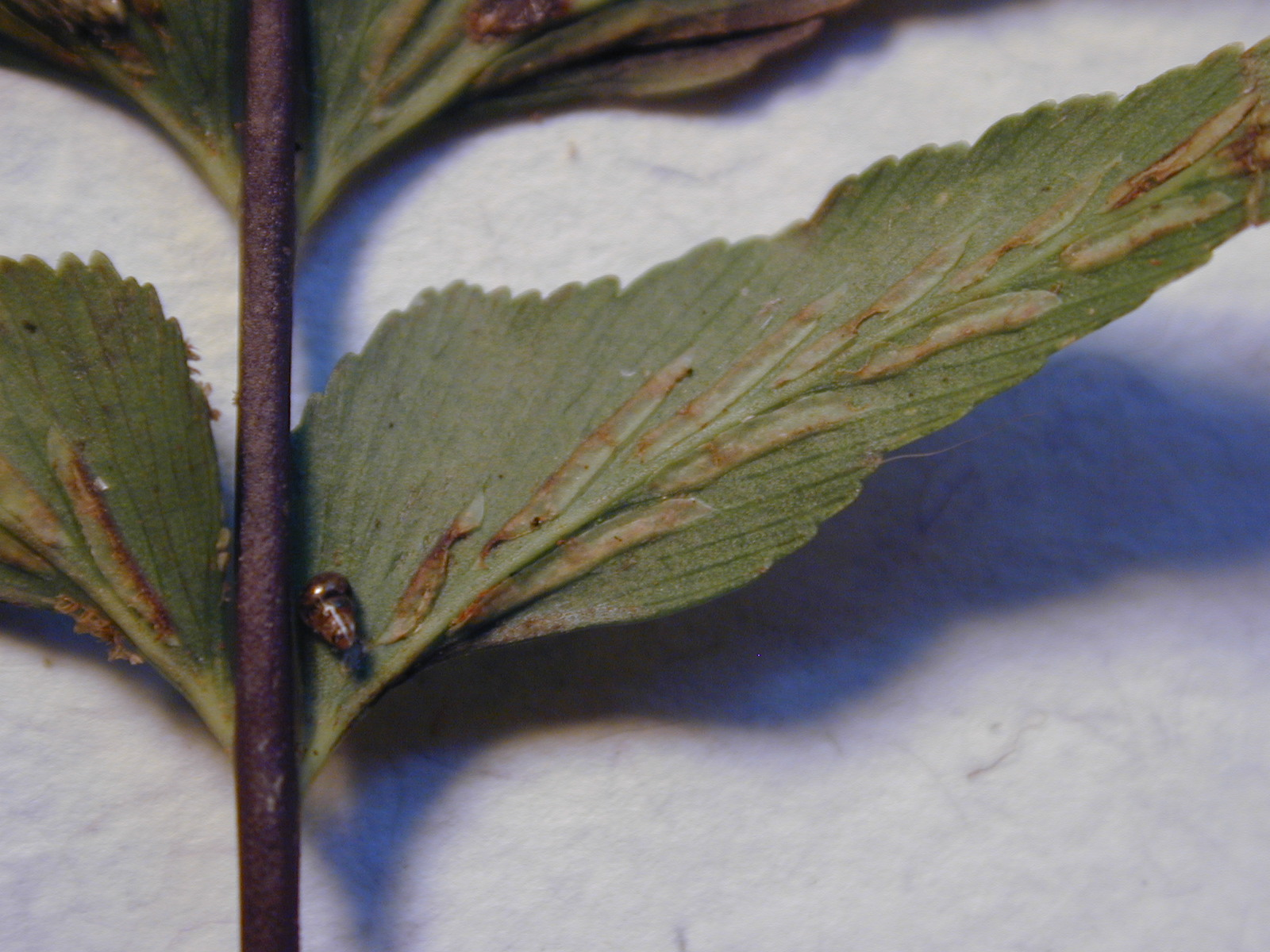